# Filmcredits
Credits (englisch für „Würdigungen“) ist die Nennung der Namen von Personen, die an einem Film, einer Fernsehproduktion oder einem Videospiel beteiligt waren, im Vor- oder Abspann, und ihrer Funktion hierbei, sei es als Schauspieler, als Regisseur, Produzent, Requisiteur, Assistent etc.
Die Reihenfolge oder die Größe der Nennung (insbesondere bei den Darstellern) ist häufig Gegenstand vertraglicher Vereinbarungen. In Filmen aus den USA ist die Angabe von Credits für Autoren seit 1942 rechtlich durch die Writers Guild of America geregelt.

## Opening Credits
Die Eröffnungscredits beschränken sich auf die wichtigsten, populärsten Personen und Funktionen des Stabes und der Besetzung. Die Systematik, wer, wo, wie und wann eingeblendet wird, hat im Laufe der Zeit starke Wandlungen erfahren. So war es in Filmen der 1930er-Jahre üblich, den Cast schon zu Anfang des Films zu präsentieren (d. h. die Aufschlüsselung, welcher Darsteller welche Rolle spielt). Dies wird bei neueren Filmen erst im Abspann vollzogen. Bis in die 1960er-Jahre wurde meist nur eine bestimmte, oft geringe Anzahl von Darstellern im Vor- oder Abspann erwähnt, während viele Darsteller unerwähnt blieben (englisch: uncredited), mittlerweile werden fast alle Rollen in dem Abspann erwähnt.
Heutige Filmproduktionen (vorrangig aus den Vereinigten Staaten) weisen meistens folgende Angaben bei den Eröffnungscredits auf:
- Produktionsgesellschaft
- evtl. eine gesonderte Erwähnung eines besonders populären Regisseurs/Produzenten (z. B. A Steven Spielberg Film)
- Nennung der Hauptdarsteller und wichtigsten Nebendarsteller, wobei manchmal die Nennung eines besonders populären Darstellers dem Filmtitel vorangestellt ist; manchmal erfolgt außerdem bei einzelnen Schauspielern eine Rollenangabe schon bei den Eröffnungscredits (dies passiert meist bei einer prestigeträchtig und populär besetzten Nebenrolle; die Benennung solcher herausgehobener Darsteller und Rollen erfolgt meist als die letzte Darstellerangabe bzw. ist zumindest die letzte Darstellerangabe der Hauptdarsteller- und wichtiger Nebenfiguren-Reihe)
- Casting Director
- etwaige Sonderfunktionen, etwa ein Special-Effects-Studio plus eine namentliche Erwähnung der/des Hauptverantwortlichen dieser Einrichtung
- Komponist der Filmmusik sowie evtl. lizenzierte Musikstücke und deren (Original-)Interpreten.
- Kostüme
- Filmschnitt
- Produktionsdesign
- Kameramann
- Geschäftsführender Produzent
- Produzenten
- evtl. Erwähnung von besonderen Beratern oder Originalautoren
- Drehbuch
- Regisseur

Hat eine beteiligte Person mehrere Funktionen für einen Film ausgeführt (etwa Drehbuch, Produktion und Regie etc.), wird dies meist zusammenfassend angegeben.
Bei den Eröffnungscredits findet man entweder eine eigens produzierte Titelsequenz vor oder die Credits erscheinen während der ersten Filmszenen als sogenannte On Screen Credits. Heute beginnen Filme meist mit der zweiten Variante, während früher meist die erste Variante verwendet wurde. In beiden Fällen gilt, dass die Eröffnungscredits meist eingeblendet werden, auf jeden Fall aber nicht wie ein Abspann durchlaufen. Dies dient in erster Linie der leichten Erfass- und Lesbarkeit der Credit-Informationen zu den wichtigsten Beteiligten. Eine nennenswerte Ausnahme bildet der Vorspann von Stanley Kubricks Shining, der in Form eines Abspanns erfolgt.
Werden die Eröffnungscredits innerhalb einer Titelsequenz präsentiert, kann sich der visuelle Stil der Einblendungen stark unterscheiden (vom einfachen Weiß auf Schwarz-Schema bis hin zu ins Bild einfließenden Schriftdesigns); hingegen sind Eröffnungscredits, die während der ersten Filmszenen erscheinen, von zumeist wesentlich einfacherer, unindividueller Natur.

## Closing Credits
Der Abspann präsentiert die weniger populären, prestigeträchtigen bzw. nicht leistungsbestimmenden Funktionen, Personen und Einrichtungen. Die Länge der Abspänne nimmt aufgrund der immer komplexer werdenden Produktion und des Stabes zu – ein entscheidender Grund, warum im Laufe der Filmgeschichte Abspänne immer üblicher wurden, wohingegen frühere Filme oftmals mit einem einfachen „The End“-Insert beendet waren. Frühere Filme konnten zumeist alle relevanten Beteiligten bereits in den Opening Credits präsentieren. Hierbei gilt es aber auch zu bedenken, dass frühere Filme vertraglich noch nicht daran gebunden waren, möglichst umfänglich alle Beteiligten aufzulisten. Es gab damals allerdings auch schon Abspänne, die meist die Haupt- und Nebendarsteller sowie ihre Rollen aufschlüsselten.
Üblicherweise läuft der Abspann mit den Credits langsam nach oben, sodass unten die neuen Namen erscheinen und im Durchlauf ca. 15 Sekunden zu lesen sind. Das Design ist zum überwiegenden Teil weiße Schrift auf schwarzem Grund und wird durch eigens arrangierte oder zurechtgeschnittene Filmmusik begleitet. Es sind aber auch andere Formen bekannt. So laufen im Film Die tollkühnen Männer in ihren fliegenden Kisten (Those Magnificent Men in their Flying Machines) die Credits horizontal in einem animierten Abspann durch. Bei David Finchers Sieben ('Se7en') läuft der Abspann in der richtigen Anordnung der zu nennenden Personen und Daten – jedoch von oben langsam nach unten. Manchmal finden neben dem Lauftext-Abspann weiterhin Filminhalte statt, etwa um Outtakes zu präsentieren, oder der Abspann gleitet bereits über die letzten Filmeinstellungen, wobei die Filmeinstellung zumeist fließend ausgeblendet wird, bis nur noch die Credit-Sequenz zu sehen ist.
Die Closing Credits werden – sofern dies nicht schon zu Beginn vollzogen wurde – zumeist durch die Präsentation der Logos der Produktionsfirmen beendet, was den visuellen Bogen zu den eröffnenden Studiologos schließt. Letztere können durchaus erneut abschließend eingeblendet werden. Bei US-amerikanischen Kinoproduktionen findet sich an dieser Stelle in der Regel auch die Zertifizierungsnummer der MPA.

## Kombination von Opening und Closing Credits
Viele Filme zeigen bei den Eröffnungscredits wesentlich weniger Credits als oben angegeben. Diese verkürzten Vorspänne präsentieren meist nur die Studios und den Filmtitel und werden dann Opening Title oder Eröffnungstitel genannt. Manche Filme präsentieren nicht einmal diese Angaben. Im Film Spiel mir das Lied vom Tod (C’era una volta il West, 1968) etwa verzichtete Regisseur Sergio Leone trotz der über 10 Minuten laufenden Eröffnungs-Credits komplett auf den Filmtitel. Dieser wurde erst am Ende des Filmes eingeblendet, um das Ende des Wilden Westens zu unterstreichen. Der Regisseur George Lucas verließ wegen eines ähnlichen Manövers sogar die Writers Guild of America: Für seinen Film Krieg der Sterne (Star Wars) verzichtete er 1977 ebenfalls auf die Nennung der Darsteller und Beteiligten am Anfang des Films – erst im Abspann war das zu lesen, wofür er vor Veröffentlichung des Films eine gesonderte Genehmigung der WGA einholte. Für die Fortsetzung Das Imperium schlägt zurück tat er dies nicht und musste in dem folgenden Rechtsstreit gegen ihn und den verantwortlichen Regisseur hohe Strafen zahlen, woraufhin er aus der Writers Guild austrat.
Hat ein Film nur verkürzte oder gar keine Eröffnungstitel, sind die ersten End Credits stilistisch zumeist mit den oben beschriebenen Opening Credits zu vergleichen. Hierbei ist die Reihenfolge der Nennung aber meist eine andere, da zuerst der Regisseur genannt werden soll, gefolgt von den Darstellern etc. Damit geht zumeist einher, dass Informationen, die schon in dem verkürzten Eröffnungstitel gezeigt wurden, hier nicht mehr oder nur spät wieder auftauchen.
Das unter Opening Credits beschriebene Verfahren, dass manche Schauspieler direkt mit einer Rollenangabe versehen werden, tritt statistisch bei den End Credits häufiger auf, wahrscheinlich um die Rolle nicht gleich zu Beginn des Filmes zu denaturalisieren. Um ähnliche Mutmaßungen des Publikums zu vermeiden, verzichtete David Fincher auf die Nennung Kevin Spaceys in der Eröffnungssequenz des Filmes Sieben, obwohl dort alle anderen wichtigen Darsteller genannt wurden. Seine Beteiligung war erst als erste Einblendung im Closing Credit nachzulesen.
Ist diese Würdigung der wichtigsten Funktionen nach dem Schema der Opening Credits vollzogen, folgt der übliche Lauftext des Abspanns. Allerdings ist zu erwähnen, dass Abspänne, die keine vorangestellte Opening Credits-Sequenz besitzen, häufig mit dem Cast beginnen, d. h. aufschlüsseln, welcher Schauspieler welche Filmrolle gespielt hat. Diese Aufschlüsselung folgt meist bei Closing Credits, die eine „Nachhol“-Eröffnungssequenz aufweisen, erst später im Lauftext-Teil.

## Der Hinweis „uncredited“
„Uncredited“ bezeichnet einen Hinweis, z. B. in Filmliteratur oder Filmdatenbanken, dass eine an der jeweiligen Filmproduktion beteiligte Person keine namentliche Nennung in Vor- und Abspann erfahren hat. Diese Tatsache kann durch eine zu geringe anteilige Leistung bedingt sein, um die Bedingungen für eine namentliche Nennung zu erfüllen, die oft von Gewerkschaftsseite oder Interessensvertretungen wie der Writers Guild vorgegeben werden.
Andere Möglichkeiten sind etwa vertragliche Gründe (so durften zur Zeit des Studiosystems Künstler, die bei einem Filmstudio unter Vertrag standen, nicht an Produktionen eines Konkurrenzstudios mitwirken) oder die Person darf aus politischen Gründen nicht offiziell genannt werden. Beispiele hierfür sind mit Berufsverbot belegte Künstler in autoritären Staaten oder auch in den USA während der McCarthy-Ära der frühen 1950er Jahre. In diesen Fällen wurde auf eine Nennung ganz verzichtet oder diese erfolgte unter einem Pseudonym bzw. unter Nutzung eines „Strohmanns“, der seinen Namen für eine andere Person zur Verfügung stellte, ohne selbst mitgewirkt zu haben.